# 米哈伊尔·茨维特
米哈伊尔·谢苗诺维奇·茨维特（Mikhail Semyonovich Tsvet，1872年5月14日—1919年6月26日）是一位俄罗斯-意大利植物学家，发明了色谱法。 他的姓氏在俄语中的意思为“颜色”，也是“花”的词根。